# 巴赞冈
巴赞冈（法語：Bazinghen，法語發音：[bazɛ̃ɡɑ̃]）是法国上法蘭西大區加来海峡省的一个市镇，属于滨海布洛涅区。

## 地理
巴赞冈（50°49'31"N, 1°39'45"E）面积13.2 平方千米，位于法国上法蘭西大區加来海峡省，该省份为法国北部沿海省份，西北濒北海，南至索姆省，东临北部省。
与巴赞冈接壤的市镇（或旧市镇、城区）包括：塔尔丹冈、勒兰冈-贝尔讷、马基斯、昂布勒特斯、欧当贝尔、欧丹冈、欧德勒塞勒。
巴赞冈的时区为UTC+01:00、UTC+02:00（夏令时）。

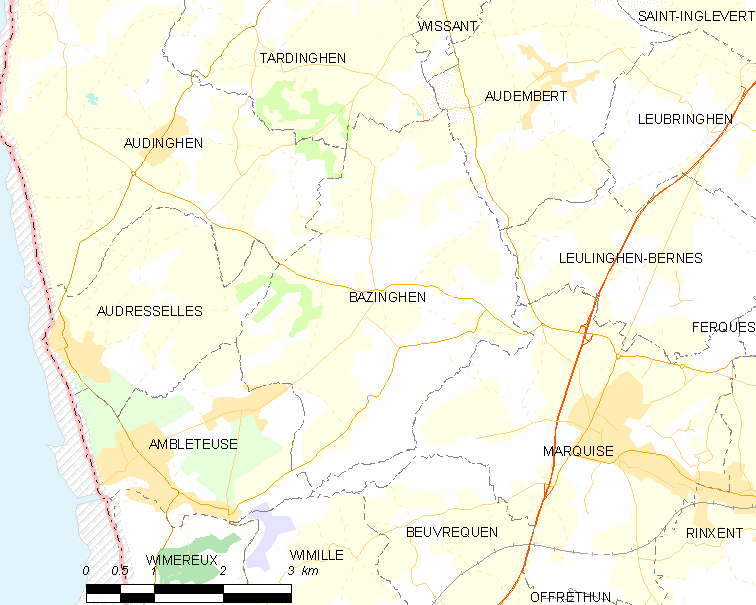
巴赞冈的OSM定位图

## 行政
巴赞冈的邮政编码为62250，INSEE市镇编码为62089。

## 政治
巴赞冈所属的省级选区为代夫勒县。

## 人口

1962-2008年间巴赞冈人口变化图示

巴赞冈于2022年1月1日时的人口数量为408人。